# Барыш (река)
Бары́ш — река в Ульяновской области России, правый приток Суры (бассейн Волги).
Длина — 247 км, площадь водосборного бассейна — 5800 км². Протекает по Приволжской возвышенности.
Питание: родники, снеговое и дождевое. Замерзает в ноябре, вскрывается в апреле.
Основные притоки: левый — Карсунка, правые — Большая Якла, Урень, Майна.
На реке расположены: город Барыш, посёлок Карсун, Рабочий посёлок имени В. И. Ленина.

## Этимология
Гидроним происходит от татарского барыш — «ход, движение, течение», то есть характеризует роль реки как пути сообщения.

## Притоки
(км от устья)
- 22 км: ручей Кувайка (Клеванина)
- 36 км: река Большая Якла
- 51 км: ручей Киватка
- 57 км: река Кандарать
- 60 км: река Урень
- 74 км: река Семилейка
- 87 км: река без названия, у села Озерки
- 95 км: река Карсунка
- 105 км: река Вешкайма
- 132 км: река Майна
- 138 км: река Стемасс
- 142 км: река без названия, у села Красный Бор
- 166 км: река Туарма (Белый Ключ)
- 179 км: река Мурка
- 180 км: река Чилим
- 187 км: река Хомутерька
- 194 км: река Рачамайка
- 197 км: река Решетка
- 203 км: река без названия, у села Барыш
- 213 км: река Елховка
- 220 км: река Самородка

## Названные в честь реки
- город Барыш (в 1928 г.);
- село Барышская Дурасовка (Барышский район);
- посёлок Красный Барыш (Барышский район);
- село Барышская Слобода;
- улица Барышская (Карсун).